# Zorzines gemina
Zorzines gemina là một loài bướm đêm trong họ Noctuidae.